# Herb gminy Komorniki

Herb gminy Komorniki w latach 1996-2016

Herb gminy Komorniki – jeden z symboli gminy Komorniki, ustanowiony w czerwcu 1996, ze zmianą 4 lutego 2016.

## Wygląd i symbolika
Herb przedstawia na tarczy w złotym polu zielony, owocujący dąb, o wyrazistych korzeniach, między dwiema czerwonymi tarczami, z których prawa z orłem wielkopolskim – białym ze złotym dziobem i łapami, lewa ze srebrną infułą z takimż krzyżem i złotym obramowaniem.
Symbolika projektu herbu odnosi do tradycji patronatu dwóch ośrodków władzy: książęcej i biskupiej. Miejscowego księcia wielkopolskiego symbolizuje Orzeł Biały (wielkopolski) umieszczony w tarczy herbowej, a biskupa poznańskiego – infuła biskupia także umieszczona w tarczy herbowej. Ukorzeniony, owocujący, dąb odnoszący się do lasów dębowych, będących dominantą lokalnego krajobrazu, symbolizuje starożytność, potęgę, tradycję, długowieczność, piękno, honor i niepodległość.